# Sahara

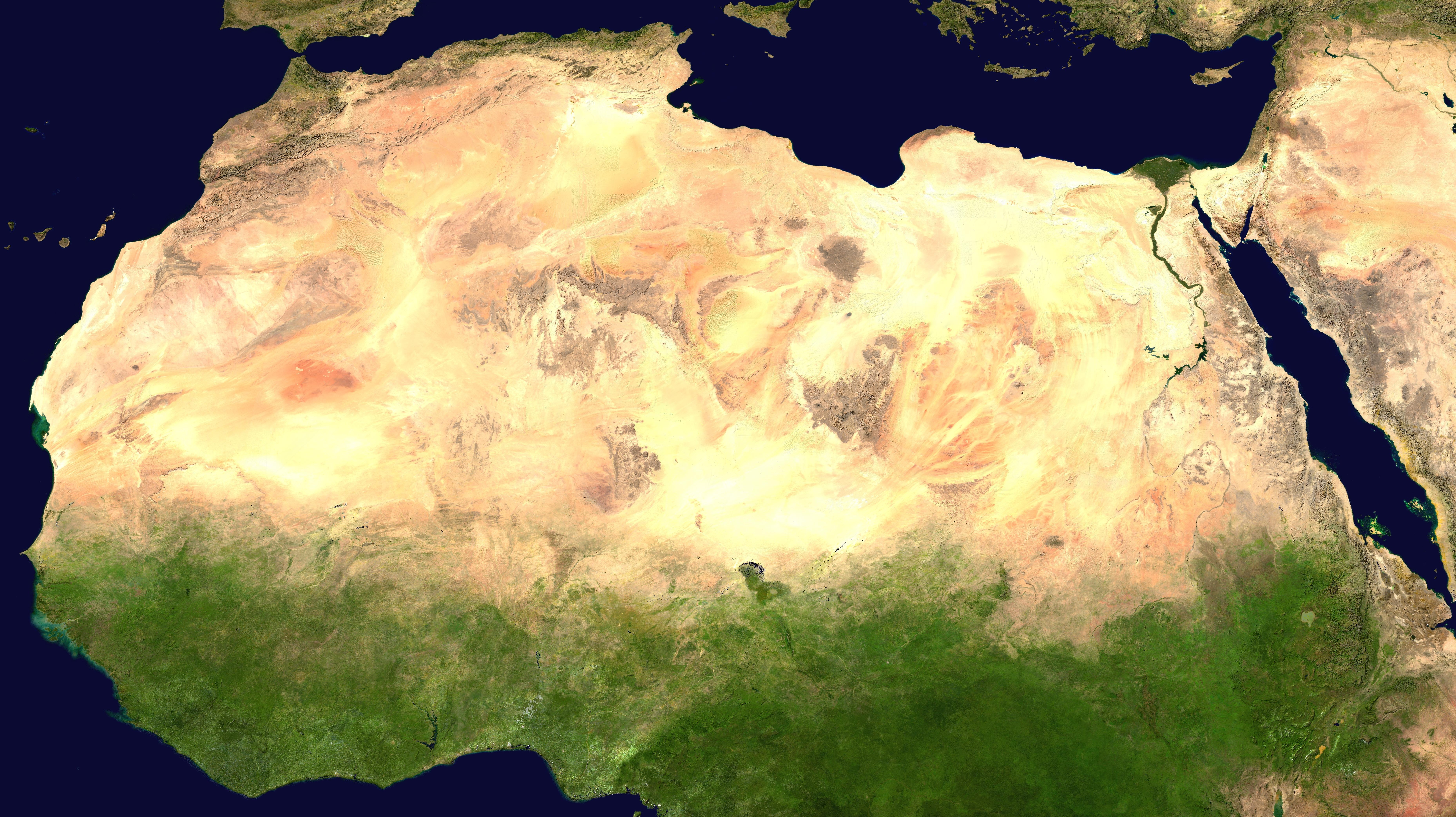
Deșertul Sahara văzut din satelit

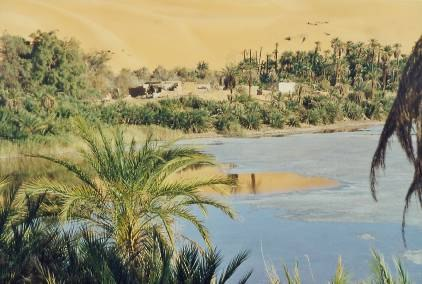
Oază în Libia

Sahara (în arabă: الصحراء الكبرى‎, al-ṣaḥrāʼ al-kubrá, având înțelesul de „cel mai mare deșert”) este cel mai mare deșert uscat, și al treilea cel mai mare de pe Pământ, după Antarctica și Arctica, cu o suprafață de 9.400.000 km². Sahara cuprinde o treime din Africa, aproximativ suprafața Statelor Unite ale Americii, sau de 26 ori mai mare decât suprafața Germaniei. Acest deșert uscat se întinde de la țărmul Oceanului Atlantic până la Marea Roșie alcătuind un trapez cu o lățime în vest de 4.500 - 5.500 km, iar în nord și sud cu latura de 1.500 - 2.000 km. Cea mai mare parte a pustiului este stâncoasă (hamade), cu pietriș (Serir), pustiul de nisip (erguri) ocupând o suprafață mai redusă.

## Etimologie
Denumirea Sahara provine din limba arabă - „Sahara” în dialectul Tuareg înseamnă „deșertul de nisip”. O altă ipoteză este aceea că provenința expresiei ar fi „sahraa” sau „es-sah-ra” ce înseamnă sterp, steril. Romanii au numit ținutul din sudul provinciei Cartagina „Deserta” ca ținut nelocuit, părăsit. În Evul Mediu era numit pur și simplu „Marele Deșert”, iar în secolul al XIX-lea a primit denumirea de azi - „Sahara”. Arabii denumesc Sahara „Bahr bela ma” ce ar însemna „Mare fără apă”.

## Așezare
Deșertul Sahara ocupă aproape în întregime nordul Africii, extins pe 5630 km de la vest la est, respectiv de la Oceanul Atlantic și până la Marea Roșie, și pe 1930 km de la nord la sud, de la Munții Atlas și țărmul Mării Mediterane și până în zona savanelor din regiunea Sudan. În sens restrâns, se întinde în est numai până la Valea Nilului; deșertul de la est de Nil, până la Marea Roșie, este cunoscut sub numele de Deșertul Arabiei. Sahara ocupă mari porțiuni din statele Maroc, Algeria, Tunisia, Libia, Egipt, Mauritania, Mali, Niger, Ciad, Sudan și o mică parte din Senegal și Burkina Faso.

## Geografie

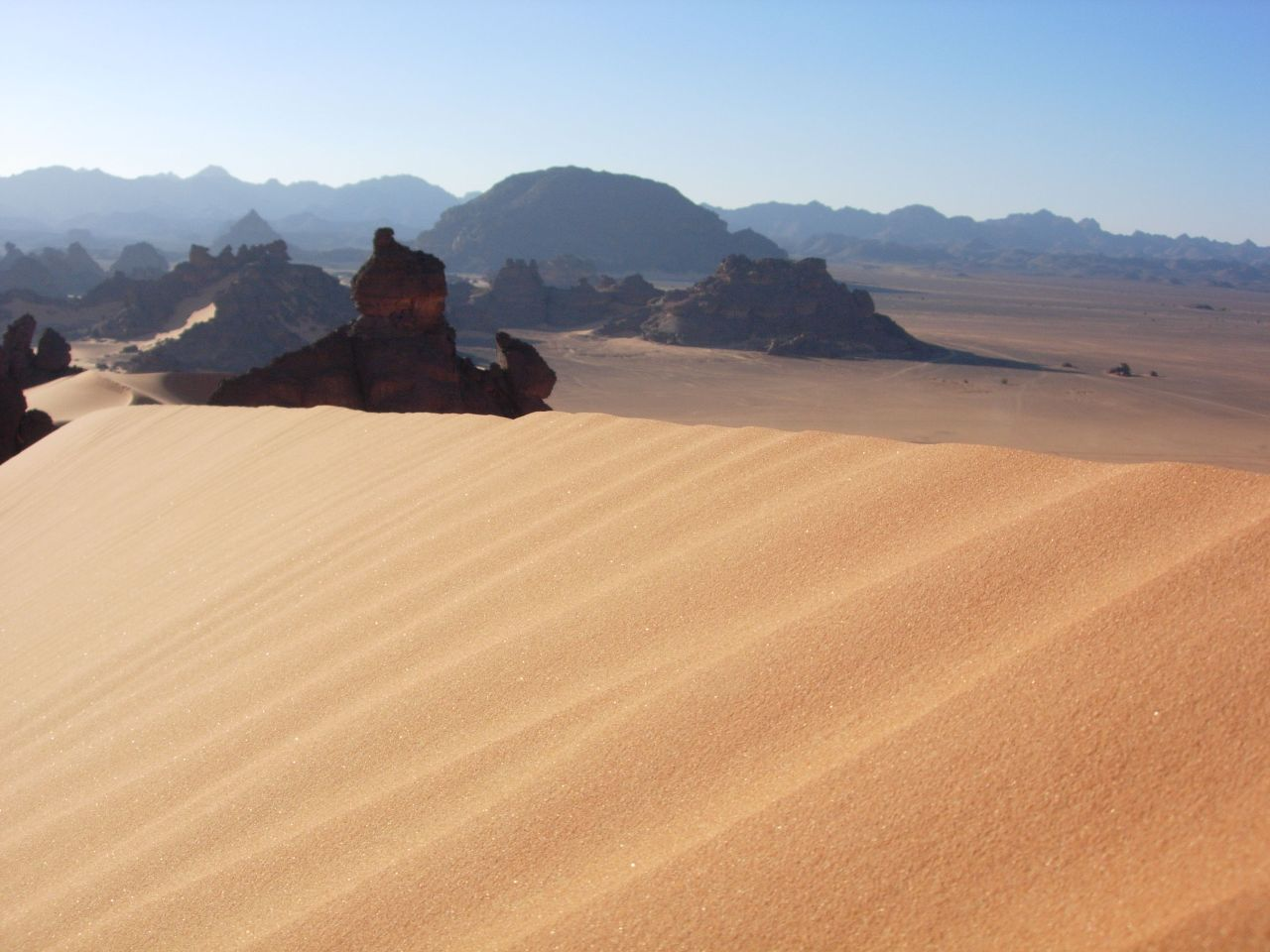
O imagine tipică de deșert fierbinte, Deșertul Libiei

Clima este tropical-deșertică, cu temperaturi medii ridicate (38 °C), deosebit de fierbinte și uscată; vântul dominant tot timpul anului este vântul Pasat, un vânt uscat ce aduce ploi rare. Variațiile mari de temperatură de la zi la noapte care au atins în unele cazuri 45 °C (noaptea 5 °C - ziua 50 °C) au determinat formarea deșertului. Iarna, pe timpul nopții temperatura scade până la -10 grade în zonele înalte, pe când vara atinge în timpul zilei 50 de grade Celsius. Precipitațiile sunt reduse (20–200 mm/an) și amplitudini termice diurne foarte mari (30 °C în aer și 70 °C pe sol). Temperatura medie a lunii ianuarie este de +10 °C, iar a lunii iulie 35 °C. Temperaturile maxime absolute măsurate la stațiile meteorologice din Algeria, Tunisia și Maroc au depășit 50,0°C, în timp ce minimele absolute în zonele înalte din Algeria și Maroc în timpul iernii scad sub 0°C. Sahara este o regiune endoreică, lipsită de cursuri de apă permanente, rețeaua hidrografică fiind reprezentată prin ueduri, care se umplu cu apă în timpul ploilor ocazionale.
Munții din Sahara sunt: Hoggar, Tassili n'Ajjer și Tibesti cu vârful Emi Koussi (3415 m), și sunt de asemenea gropi (cratere) făcute de meteoriți, cea mai mare atingând diametrul 31 km .

## Geologie

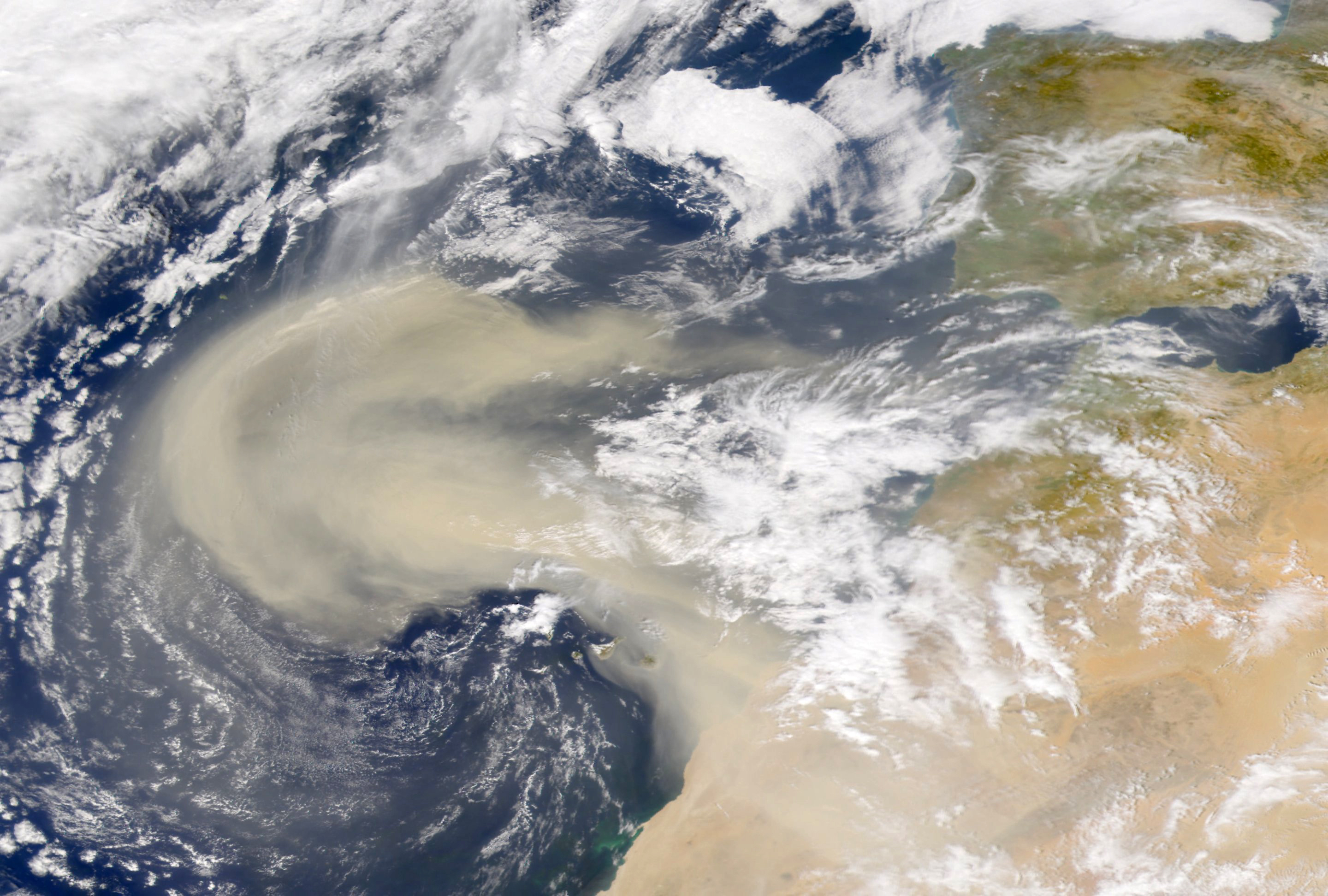
Curent de aer încărcat cu nisip fin între Sahara și Pădurea Amazoniană

Fundamentul cristalin, acoperit de gresii și calcare paleozoice, mezozoice și terțiare, apare la suprafață în vest, precum și în masivele muntoase centrale. Sunt caracteristice dunele de nisip, hamadele (în zonele montane și în platourile vulcanice din Libia și din Mauritania), regurile și ergurile.
Cercetătorii deșertului au stabilit prin studiul rocilor, fosilelor din Sahara că în acest ținut în trecut (o perioadă de milioane de ani) au fost perioade diferite succesive „umede” și „uscate”. Faptul că au fost zone cu o vegetație mai bogată este dovedit și de o serie de „picturi pe stânci” din vadul râului uscat Vadi, sudul Egiptului și nordul Sudanului, (Nubia). Deșertul are în general două tipuri de climat: subtropical uscat în nord și tropical uscat în sud.
Climatul subtropical uscat din nord este cauzat de temperatura constantă ridicată datorată Tropicului Racului, iernile sunt considerate reci pentru condițiile de deșert cu o medie de 13 °C. Verile sunt foarte fierbinți cu temperatura maximă înregistrată de 58 °C. Precipitațiile sunt de aproximativ 76 mm/an. Ele cad îndeosebi din decembrie până în martie, și aproape deloc în mai-iunie. În luna august se înregistrează cele mai multe furtuni de nisip.
Climatul tropical uscat al regiunii sudice este dat în general de o masă de aer continental stabil și o masă instabilă de aer marin. Temperatura medie în această regiune este de 17.5 °C. Precipitațiile medii anuale în această zonă sunt în general de 5 inch și poate apărea zăpadă în zonele mai înalte, în zona vestică a regiunii tropicale. Curentul reduce semnificativ precipitațiile și scade temperatura medie crescând umiditatea și probabilitatea de a se înregistra ceață.

### Sahara fertilizează Pădurea Amazoniană
Printr-un curent de aer constant de la est spre vest Sahara fertilizează Pădurea Amazoniană din America de Sud (săracă în substanțe minerale) cu milioane de tone de nisip fin, bogat în fosfați.

## Zăcăminte
Nordul Saharei dispune de numeroase bogății naturale. Petrolul și gazele naturale sunt extrase din Algeria, Libia și Tunisia, iar fierul și fosforitele, din Mauritania și Sahara Occidentală. Alte zăcăminte existente: sare, cărbune, cupru, mangan, uraniu, plumb, wolfram, titan și zinc.

## Istoric
În perioada neolitică o parte a deșertului era mai umedă decât azi, ceea ce a determinat formarea culturilor de pe valea Nilului, Eufratului, și valea Tigrului. În secolul al VI-lea î.Hr. locuitorii acestei regiuni se ocupau cu agricultura și abia în secolul al II-lea î.Hr. cu creșterea cailor (conform picturilor din peșterile din Egipt Anatolia, bazinul Mării Egee). În Epoca Bronzului în secolul al XVI-lea î.Hr. s-au perfecționat armele de luptă, introducându-se carele de luptă (război). În timpul faraonului Ramses al III-lea sunt amintite 92 care de război, 184 de cai, luate ca pradă de război în campania militară din Libia. În secolul I î.Hr. începe perioada uscată a Saharei ceea ce a determinat diminuarea treptată a agriculturii și creșterii animalelor. Prin cucerirea Egiptului de către asirieni în secolul al VII-lea î.Hr. ajunge cămila în Africa, înlocuind treptat calul; în timpul lui Ptolomeu este deja dezvoltată creșterea cămilelor. În Sahara centrală din secolul al V-lea î.Hr. înflorește imperiul Garamantului, un oraș de oază care face un comerț intensiv cu bazinul Mării Mediterane (greci, romani), acest imperiu fiind mai târziu cucerit de arabi.

## Populație
Populația rară a Saharei constă în special din arabi, berberi, mauri; pe lângă aceștia sunt neamurile tubu și tuaregilor (60%). Pe lângă creșterea animalelor care era până în secolul al XIX-lea, comerțul cu caravanele prin deșert a devenit o importantă ramură economică a acestor popoare nomade. Regimul statelor din această regiune încearcă să determine populația nomadă de a se stabili în localități, ceea ce a dus la o serie de conflicte. Structura populației este influențată și de descoperirea zăcămintelor de țiței și gaz natural, apărând în partea nordică a deșertului o serie de așezări noi. În vestul deșertului Libiei sunt regiuni mari din deșert fără populație.

## Floră
Flora este xerofilă, rară și cuprinde circa 1000 de specii. În cele circa 90 de oaze mari se cultivă curmali, legume, cereale, cocotieri etc.

## Faună
Fauna este foarte săracă: scorpioni, șopârle, șerpi, vulpi de deșert, struți, iepuri de deșert. Spre margini pătrund uneori animale de deșert.

## Potențial energetic
Potrivit lui Arnulf Jaeger-Walden, reprezentant al Institutului European pentru Energie, nevoile energetice ale Europei ar putea fi îndeplinite prin captarea a doar 0,3 procente din lumina solară din Sahara și Orientul Mijlociu.